# Pinkernēs
Pinkernes (in greco πιγκέρνης?, pinkernēs), talvolta anche epinkernes (ἐπιγκέρνης, epinkernēs), era un'alta carica della corte bizantina.
Il termine deriva dal verbo greco ἐπικεράννυμι (epikeránnymi, "mescolare [vino]"), ed era usato per indicare il coppiere dell'imperatore bizantino. Inoltre, termini descrittivi come ὁ τοῡ βασιλέως οἰνοχόος (ho tou basileōs oinochoos, "versatore di vino dell'imperatore"), ἀρχιοινοχόος (archioinochoos, "capo versatore di vino"), κυλικιφόρος (kylikiphoros, "portatore della kylix") e, in particolare alla corte dell'Impero di Nicea, ὁ ἐπὶ τοῡ κεράσματος (ho epi tou kerasmatos, "colui che si occupa delle bevande"). La posizione è attestata già nel Klētorologion dell'899, dove un pinkernēs dell'imperatore (πιγκέρνης τοῦ δεσπότου, pinkernēs tou despotou) e dell'Augusta (πιγκέρνης τῆς Αὐγούστης, pinkernēs tēs Augoustēs) sono elencati tra gli eunuchi del personale di palazzo. [Come suggerisce il nome, il compito principale del pinkernēs era quello di versare il vino per l'imperatore; egli accompagnava l'imperatore portando un calice sospeso a una catena, che porgeva all'imperatore quando questi voleva bere. La sua posizione a corte non era molto elevata, ma aveva un ampio staff, i παροινοχόοι (paroinochoi, "aiutanti versatori di vino"). La carica era imitata anche nei dipendenti del Patriarca di Costantinopoli e nelle famiglie dei grandi magnati. La consorte di un pinkernēs portava la forma femminile del suo titolo: pinkernissa (πιγκέρνισσα).
All'inizio del periodo Comneno, la carica cessò di essere riservata agli eunuchi e divenne gradualmente un titolo di distinzione, assegnato anche ai parenti dell'imperatore bizantino. Diversi alti generali del periodo paleologo, come Michele Tarchaneiotes Glabas, Alessio Filantropeno e Sirgianni Paleologo, furono insigniti del titolo. Secondo pseudo-Codino, nel XIV secolo i pinkernēs erano aumentati considerevolmente e occupavano il 14º posto nella gerarchia di palazzo, tra i Protosebastos e i Curopalate. Secondo Rodolphe Guilland, questa ascesa ai più alti gradi del coppiere dell'imperatore, insieme all'ascesa dei maestri della caccia (Protokynegos) e dei falconi (Prōtoierakarios), è un'indicazione del fatto che la corte bizantina dell'epoca assomigliava sempre più ai costumi cavallereschi delle corti feudali occidentali. Allo stesso tempo, il pinkernēs aveva assunto anche alcune delle responsabilità della defunta posizione del domestikos epi tēs trapezēs, avendo sotto il suo comando alcuni dei domestikoi del domestikion, il servizio domestico. Nel XV secolo, tuttavia, era apparentemente diventata una carica puramente onorifica, dal momento che i titolari della carica sono attestati essere inviati in missione nelle province.